# 慶春広場駅
慶春広場駅（けいしゅんひろばえき）は、中華人民共和国浙江省杭州市上城区四季青街道慶春東路と景曇路の交差点に位置する杭州地下鉄2号線の駅である。

## 歴史
- 2013年6月28日：着工[1]。
- 2017年7月3日：開業[2]。

## 駅構造
島式ホーム1面2線を有する地下駅。

### のりば

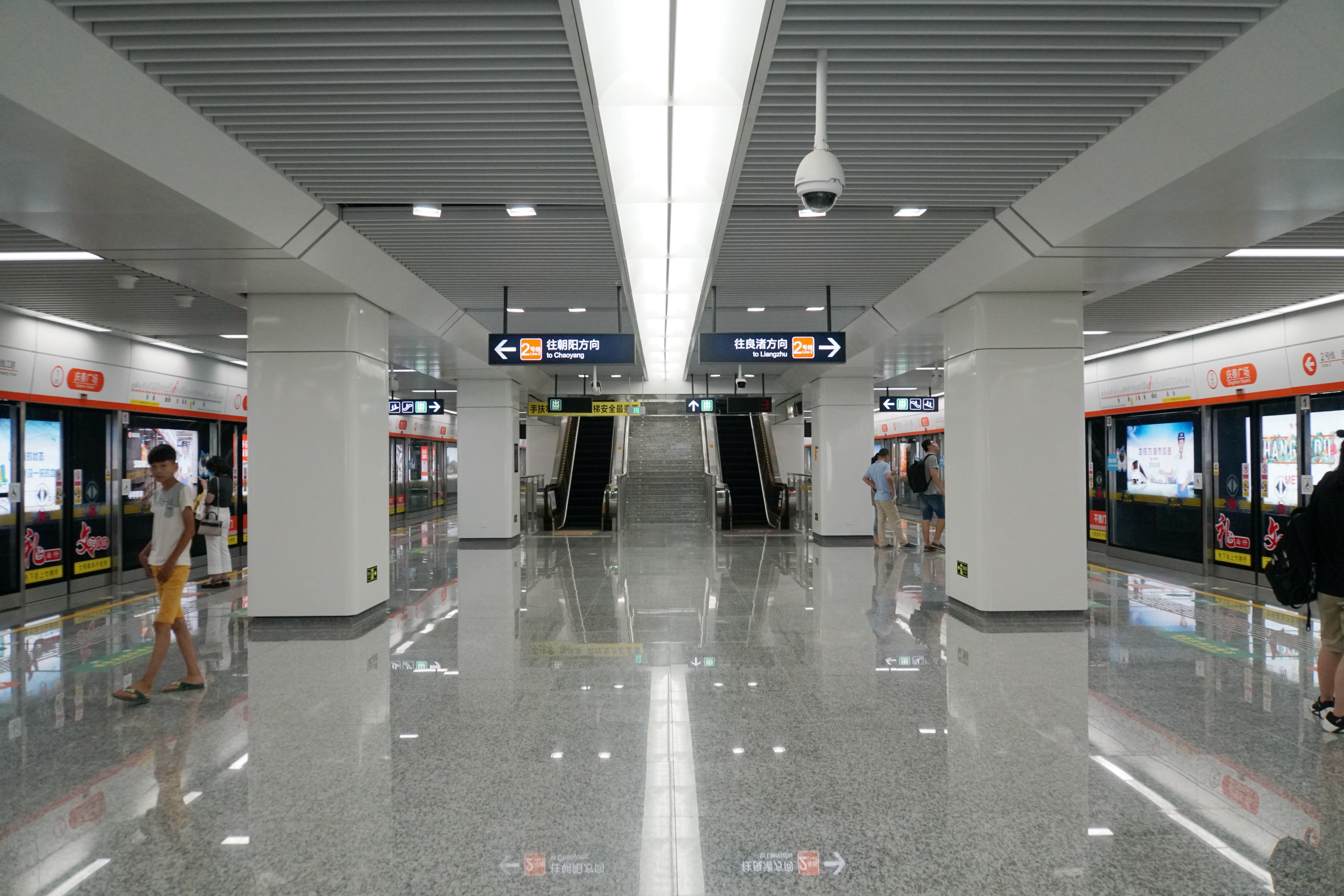
ホーム

| 路線    | 方向 | 行先     |
| ------- | ---- | -------- |
| ■ 2号線 | 下り | 朝陽方面 |
| ■ 2号線 | 上り | 良渚方面 |

（出典：站内空间示意图）

### 地下商店街
地下商店街「Bingo126」は地下1階に位置し、コンコースの北側と東側に向かって位置している。2017年12月に営業を開始した。

## 駅周辺
- 慶春広場（中国語版）
- 西子国際
  - 杭州タワー501シティプラザ - 直結[注 1]
- 浙江大学医学部附属邵逸夫医院（中国語版）（慶春院区） - C出入口直結
- 采荷東区
- 杭州市上城区総合サービスセンター - D出入口直結[注 2]
- 金投金融ビル
- 采荷人家
- 上城区文化センター
  - 上城区図書館
  - 上城区青少年活動センター
- 銀泰百貨
- 三新銀座
- 蜻蛉公園駐車場

## 隣の駅
杭州地下鉄
■ 2号線
銭江路駅 - 慶春広場駅 - 慶菱路駅